# Gebyog (Mojogedang)
Gebyog is een bestuurslaag in het regentschap Karanganyar van de provincie Midden-Java, Indonesië. Gebyog telt 5771 inwoners (volkstelling 2010).